# Чеботарьов Олександр Петрович
Олекса́ндр Петро́вич Чеботарьо́в — український лікар-хірург, заслужений лікар України (2004), почесний громадянин міста Миколаїв (2012).

## Життєпис
У 1980 році закінчив Одеський медичний інститут імені М. І. Пирогова.
З 1984 по 1989 роки працював лікарем-хірургом у Миколаївській лікарні швидкої медичної допомоги.
З 1997 року — головний лікар КНП ММР «Міська лікарня № 3».

## Нагороди і почесні звання
- Медаль «За трудову відзнаку» (1978).
- Заслужений лікар України (18 червня 2004)[1].
- Почесна грамота МОЗ України (2008).
- Почесна грамота Кабінету Міністрів України (2010).
- Почесна відзнака «За заслуги перед м. Миколаєвом» (2010).
- Почесний громадянин міста Миколаєва (21серппня 2012).
- Орден святого рівноапостольного князя Володимира (УПЦ МП).